# ياسمين (ممثلة بلجيكية)
ياسمين هي مغنية وممثلة بلجيكية، ولدت في 3 مارس 1972 في أنتويرب في بلجيكا، وتوفيت في 25 يونيو 2009 في Kontich ‏ في بلجيكا بسبب شنق.

## وصلات خارجية
- ياسمين (ممثلة بلجيكية) على موقع IMDb (الإنجليزية)
- ياسمين (ممثلة بلجيكية) على موقع ميوزك برينز (الإنجليزية)
- ياسمين (ممثلة بلجيكية) على موقع ديسكوغز (الإنجليزية)